# John Casey
John Casey (ur. 12 maja 1820 w Kilbehenny, hrabstwo Limerick, zm. 3 stycznia 1891 w Dublinie) – irlandzki matematyk. Jest najbardziej znany z twierdzenia Caseya, które stanowi uogólnienie twierdzenia Ptolemeusza. Uznaje się go za współtwórcę nowoczesnej geometrii trójkąta i okręgu obok Émile'a Lemoine'a.
Poza działalnością matematyczną, John Casey był członkiem Ligi Gaelickiej i Towarzystwa na rzecz Zachowania Języka Irlandzkiego.

## Życiorys
Urodził się w hrabstwie Limerick w miejscowości Kilbehenny w Irlandii. Uczęszczał do szkoły w Mitchelstown, gdzie szybko ujawnił zdolności matematyczne. Został nauczycielem matematyki, najpierw w Tipperary Town, a później w Kilkenny. Mimo że Casey nie miał formalnego wykształcenia wyższego, jego prace zwróciły na siebie uwagę George'a Salmona i Richarda Townsenda z Kolegium Trójcy Świętej w Dublinie, gdzie rozpoczął studia w 1858 roku.  
Casey objął stanowisko nauczyciela nauk ścisłych w Kingstown School (obecnie Dún Laoghaire), kontynuując jednocześnie swoje badania matematyczne. W 1873 roku został profesorem na Katolickim Uniwersytecie w St Stephen’s Green, który później przekształcono w University College Dublin. Odrzucił propozycję objęcia katedry w Kolegium Trójcy Świętej, kierując się swoimi głębokimi przekonaniami religijnymi i chęcią wspierania katolickiej edukacji w Irlandii.
W czasie swojej kariery Casey opublikował ponad dwadzieścia prac naukowych z zakresu geometrii, które ukazywały się m.in. w „Philosophical Transactions of the Royal Society” i „Proceedings of the Royal Irish Academy”. Napisał również sześć podręczników do geometrii, m.in. „A Sequel to Euclid” (1881), zawierający rozszerzenia twierdzeń Euklidesa opracowane przez Caseya.
Ożenił się w 1847 roku i miał dwoje synów oraz dwie córki. Zmarł na zapalenie oskrzeli w dniu 3 stycznia 1891 r. w Dublinie i został pochowany na cmentarzu w Glasnevin.

## Nagrody i oznaczenia
Casey był członkiem Irlandzkiej Akademii Królewskiej, gdzie później objął stanowisko wiceprezesa, oraz Royal Society a także uzyskał honorowe doktoraty na Uniwersytecie Dublińskim i Królewskim Uniwersytecie Irlandii.
W 1878 roku otrzymał Złoty Medal Cunningham od Irlandzkiej Akademii Królewskiej.
W 1884 roku został wybrany na członka Francuskiego Towarzystwa Matematycznego.

## Główne prace
- 1880: On Cubic Transformations
- 1881: On Cyclides and Sphero-quartics, link z „Internet Archive”
- 1882: The First Six Books of the Elements of Euclid, link z „Project Gutenberg”
- 1885: A Treatise on the Analytic Geometry of the Point, Line, Circle and Conic Sections, Wydanie drugie, 1893, link z „Internet Archive”
- 1886: A Sequel to the First Six Books of Euclid, wydanie czwarte, link z „Internet Archive”
- 1886: A Treatise on Elementary Trigonometry (Dublin, 1886)
- 1888: A Treatise on Plane Trigonometry containing an account of the Hyperbolic Functions
- 1889: A Treatise on Spherical Geometry, link z „Internet Archive”